# Whyanbeelia
Whyanbeelia là một chi thực vật có hoa trong họ Picrodendraceae.

## Loài
Chi Whyanbeelia gồm các loài: